# Gucha (district)
Gucha is een Keniaans district in de provincie Nyanza. Het district telt 460.939 inwoners (1999) en heeft een bevolkingsdichtheid van 697 inw/km². Ongeveer 2,1% van de bevolking leeft onder de armoedegrens en ongeveer 61,0% van de huishoudens heeft beschikking over elektriciteit.